# 三项全能

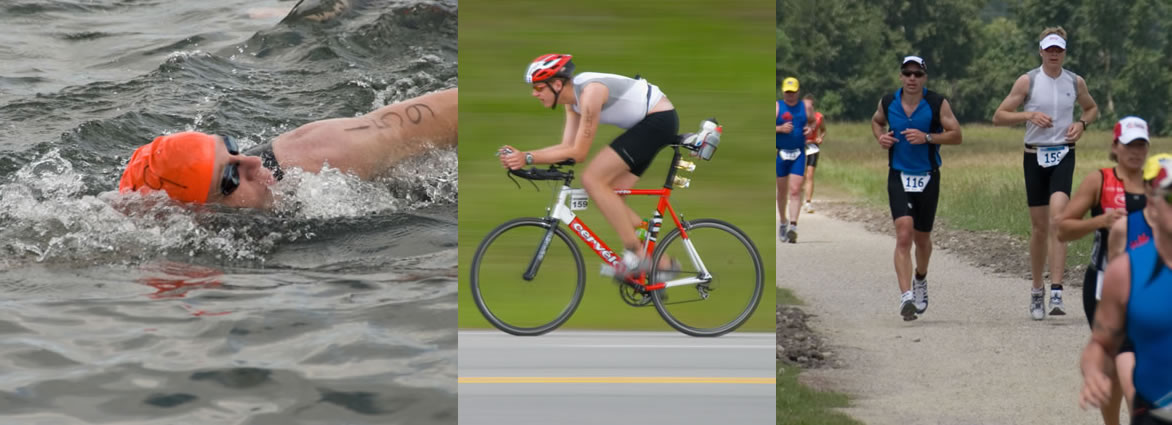
鐵人三項的項目: 游泳、單車及跑步

三项全能（英語：triathlon，源自古希臘語词根 (三) 与 (竞赛)），又称为鐵人三項，簡稱鐵人賽或三鐵，是由三項運動組成的比賽。現代比賽由游泳、自行車、長跑三個項目組成，運動員需要按顺序連續完成三個運動項目，轉換項目時更換衣服和鞋的時間亦計算在比賽時間內。因此，若運動員只擅長其中一項，並不代表比賽佔有優勢。運動員進行比賽前需要適當地鍛煉體能和耐力，以確保每個階段都能夠順利地完成。
三项全能在中文世界里更广泛地被称为「铁人三项」。但实际上，「铁人三项」的英文名是世界铁人公司（WTC）的注册商标，仅用于WTC举办的三项全能赛事，而且具有特定的赛程，可以视为三项全能的一种。世界铁人公司的铁人三项运动赛事具有很高的影响力和知名度，令「铁人三项」成为了三项全能的代名词。

## 歷史
根據前鐵人冠軍、三項全能運動史學家和作者：斯科特·廷利的考證，關於鐵人三項運動的起源，法國在20年代至30年代間所舉行的一場比賽稱為“三項運動”（Les trois sports）、“灵动者竞赛”（La Course des Débrouillards）和“多面手竞赛”（La course des Touche à Tout）。現在，這場比賽每年在法國茹安维尔勒蓬舉行。在1920年法國報紙報導一場被稱為的比賽，比賽包括有3公里跑步、12公里單車和橫越马恩河。三個項目一氣呵成沒有任何休息。在1927年法國報紙報導在馬賽的一場比賽。有一篇"Les trois sports"（三項運動）的文章，報導於1934年在拉罗谢尔的一場比賽，由三個項目所組成：
- 穿過一條海峽（約200公尺）。
- 在拉罗谢尔港和拉勒公园（parc Laleu）周邊的單車競爭（10公里）。
- 在安德烈·巴尔博體育場（stadium André-Barbeau）的長跑（1200公尺）。

從30年代起，很少人聽說過三項全能運動，直到1974年位於南加利福尼亞州聖地牙哥的米申湾，在那裡開始有一群由朋友組成的團體一同訓練。這次事件被完整地記錄下來。這些人大部分是跑者、游泳選手和自行車選手，在長期的訓練季之前投入非正式的比賽。由杰克·约翰斯通）和唐·沙纳汉（Don Shanahan）指導及規劃，首次的米申湾三項全能運動在1974年9月25日舉行且有46名運動員參加。當現代三項全能運動開始時，這個日期被慶祝。
1978年，第一個現代長途三項全能運動在夏威夷举行，称为鐵人三項全能運動（Hawaiian Iron Man Triathlon），項目有2.4英里（3.86公里）游泳、112英里（180.2公里）自行車及26.2英里（42.2公里）馬拉松，這個主意在1977年的瓦胡拉力賽（Oahu Perimeter Relay）（五人小組比賽）頒獎典禮期間出現。參加者多是中太平洋跑者與懷基基游泳俱樂部（Waikiki Swim Club）的跑者與泳者，這些成員早已就那些運動員更為適合有過長期的討論。在這一次，美國海軍指揮官約翰·科林斯（John Collins）指出在運動雜誌裡的一篇新近文章說明，埃迪·默克斯，偉大的比利時自行車車手，打破了其他運動員所測量的"肺活量"記錄，或許自行車車手比其他人更適合加入這項運動。科林斯指揮官和他的妻子，朱蒂，已經參加在1974和1975年在加利福尼亞的Mission Bay由聖地牙哥跑道俱樂部舉行的三項全能運動，及於1975年在科羅納多的和樂觀者運動宗教節日的三項全能運動會。出席的許多其它軍方運動員也熟悉這個在聖地牙哥進行的比賽，因此他們理解科林斯指揮官的建議，結合已經在島上存在的三場長途比賽：懷基基游泳賽（Waikiki Roughwater Swim）（2.4英里/3.862公里）、歐胡自行車環島賽（the Around-Oahu Bike Race）（115英里；最初是一個兩天的運動項目）和檀香山馬拉松（Honolulu Marathon）（26.219英里/42.195公里）。在此值得注意的是，當初沒人注意到自行車賽得比兩天，而不是一天；科林斯指揮官經過計算後，減去三英里的自行車賽程並以逆時針式環島，這樣車手能在懷基基游泳賽的終點出發並且在阿洛哈塔，即檀香山馬拉松的起點結束。在比賽之前，每名運動員收到3張紙（列舉一些規章和課程描述）。在最後一頁上手寫的是這次勸告：游2.4英里！騎車112英里！跑26.2英里！在你有生之年自誇！科林斯對一個臭名昭彰的本地跑者點頭，並說："無論誰首先完成，我們將叫他為鐵人。"十五人在1978年2月18日的清晨出發，十二人完成比賽，世界第一個IRONMAN，戈登·哈勒（Gordon Haller），在11個小時，46分鐘和58秒內完成。
今天，許多不同距離的三項全能運動運動項目在全世界舉行。標準1.5/40/10的「奧林匹克距離」，是由長時間三項全能運動比賽的指導者吉姆·柯尔（Jim Curl）於80年代中期所創造的，之後在1982年和1997年之間，他和合伙人，卡爾·托馬斯（Carl Thomas）成功地摧生美國三項全能運動系列。USTS在將三項全能運動推廣給大眾方面，比任何其他組織更為努力。夏威夷鐵人三項全能運動現下作為Ironman世界對抗賽，但舉辦比賽的世界三項全能運動協會（The World Triathlon Corporation），也讓在世界其他地方舉行的三項全能運動被稱為鐵人。其他由非世界三項全能運動協會的組織所舉辦的賽事不能以官方名稱“鐵人”稱之。這樣的三項全能運動可能被描述成"鐵距離"或者“半鐵”，但是"Ironman"的品牌是世界三項全能運動協會的資產。
國際鐵人三項聯盟（The International Triathlon Union, ITU）創建於1989年，為國際賽事的管理機構，一直努力於將鐵人三項加入奧運比賽項目。國際鐵人三項聯盟從未正式地批准使用鐵人三項全能運動這個名稱。
一些人認為夏威夷鐵人賽應被國際鐵人三項聯盟正式的認證為世界對抗賽。不過國際鐵人三項聯盟對長距離三項全能運動表達了少許的興趣，而將焦點放在將較短程的賽事加入奧運會。
三项全能在2000年的悉尼奧運首次成為奧運比賽正式項目（1500米游泳、40公里單車、10公里跑步）。2016年夏季帕拉林匹克運動會首次成為帕運會項目提供不同障礙人士參與。
從它被建立起，現在的三項全能運動已經顯著成長，每年在全世界有成千上萬名競賽者競逐於數千場比賽中。
這項運動的歷史记载于斯科特·廷利的書《三項全能運動：個人歷史》（Triathlon: A Personal History）中。

## 比赛形式
| Name                | Swim                     | Bicycle                | Run                     | Notes |
| ------------------- | ------------------------ | ---------------------- | ----------------------- | --- |
| Kids of Steel       | 100—750米 （110—820 yd） | 5—15 km （3.1—9.3 mi） | 1—5 km （0.62—3.11 mi） | Distances vary with age of athlete. See: Ironkids                                                                        |
| Novice (Australia)  | 300米 （330 yd）         | 8 km （5.0 mi）        | 2 km （1.2 mi）         | Standard novice distance course in Australia (often called enticer triathlons).                                          |
| 3–9–3 (New Zealand) | 300米 （330 yd）         | 9 km （5.6 mi）        | 3 km （1.9 mi）         | Standard novice distance course in New Zealand.                                                                          |
| Super Sprint        | 400米 （0.25 mi）        | 10 km （6.2 mi）       | 2.5 km （1.6 mi）       | Standard Super Sprint course, also used for individual legs of the Olympic and World Mixed Relay events.                 |
| Novice (Europe)     | 400米 （0.25 mi）        | 20 km （12 mi）        | 5 km （3.1 mi）         | Standard novice/fitness distance course in Europe.                                                                       |
| Sprint              | 750米 （0.47 mi）        | 20 km （12 mi）        | 5 km （3.1 mi）         | Half the Olympic distance. For pool-based races, a 400或500米（1,300或1,600英尺） swim is common.                        |
| Olympic             | 1.5 km （0.93 mi）       | 40 km （25 mi）        | 10 km （6.2 mi）        | Also known as "international distance", "standard course", "intermediate" (USAT designation), or "short course".         |
| Triathlon 70.3      | 1.9 km （1.2 mi）        | 90 km （56 mi）        | 21.1 km （13.1 mi）     | Also known as "middle distance", "70.3" (total miles traveled), "long" (USAT designation), or "half-ironman".            |
| Long Distance (O2)  | 3.0 km （1.9 mi）        | 80 km （50 mi）        | 20 km （12 mi）         | Double Olympic Distancedistance of the World Triathlon Long Distance Championships.                                      |
| Triathlon 140.6     | 3.9 km （2.4 mi）        | 181 km （112 mi）      | 42.2 km （26.2 mi）     | Also known as "long distance", "full distance", "140.6" (total miles traveled), or "Ironman Triathlon".                  |
| Long Distance (O3)  | 4.0 km （2.5 mi）        | 120 km （75 mi）       | 30 km （19 mi）         | So-called triple Olympic Distance,distance of the World Triathlon Long Distance Championships most years including 2016. |
| Source:             |                          |                        |                         | |

超过全程的铁人三项被归类为超级铁人三项。
铁人三项并不局限于这些规定的距离。比赛组织者可以根据各种距离限制或吸引特定类型的运动员来设置任意组合的距离。
标准奥运距离1.5/40/10 公里（0.93/24.8/6.2 英里）是在1980年代中期由资深铁人三项赛事总监吉姆·卡尔创立的，此后他与合作伙伴卡尔·托马斯共同举办了1982年至1997年间的美国铁人三项系列赛（USTS）。
短程铁人三项是美国最常见的铁人三项赛事。例如，2022年，共举办了839场经美国铁人三项协会（USAT）认证的短程铁人三项赛事，超过所有其他距离总和。
除了上述距离外，还出现了两个新的长距离赛事，即111和222赛事。111距离包括1 km（0.62 mi）游泳，100 km（62 mi）自行车和10 km（6.2 mi）跑步，总距离111 km（69 mi）。222距离是其两倍。
大多数铁人三项赛事是个人赛。另一种形式是接力铁人三项，其中一支队伍的参赛者轮流在比赛中完成游泳、骑自行车和跑步的各个部分。自2009年起，世界铁人三项混合接力锦标赛采用了4x4混合接力赛制，每支队伍由两名男性和两名女性组成。自2010年起，青年奥林匹克运动会的铁人三项也采用了4x混合接力赛制，并于2020夏季奥运中首次亮相。
世界铁人三项接受自行车和跑步赛段距离有5%的误差容限。尽管比赛距离可能存在一些变化，尤其是在短距离铁人三项中，但大多数铁人三项赛事都遵循上述某一标准。

## 其他的變種
三項全能運動冬季的變種，在被雪覆蓋的比賽場地，可以包括：
- 越野滑雪、登山車和馬拉松。
- 越野滑雪，戶外滑冰和馬拉松。

另一受歡迎的變種是越野铁人三项，是由公开水域游泳、山地自行车和越野跑組成，最著名的比賽是Xterra越野铁人三项。
水陸兩項由一個連續的，兩個或三個階段的比賽。參加者需先游泳，然後跑步；或者先跑步，然後游泳，最後再跑步，比賽距離沒有固定標準。
陸上兩項參加者需先跑步，然後踏單車，最後再跑步，比賽距離沒有固定標準。

## 比賽進行的方式
在一場正式的三项全能比賽，選手在比賽開始約一小時前（或更早）到達集合地點，将他们的装备放入“轉換區”（transition area）。運動員會把自行車、另一項目的裝備、衣物、鞋等，預先擺放在轉換區。比賽會有兩個轉換區，一個是游泳—自行車轉換區，另一個是自行車—跑步轉換區。
物品擺放在轉換區後，運動員便可前往起點預備比賽，游泳項目比賽場地可以是湖、河、海或泳池，大會工作人員會發出比賽開始信號，運動員聽到信號後便可以出發開始比賽。出發形式有兩種，第一種是所有運動員同一時間出發，另一種是運動員分批出發。
比賽場地通常會有一些浮標作記號，指示參賽者離開水面。參賽者離開水面後盡快換上自行車的裝備。在較早期的比賽，會提供帳蓬更換衣服。現在由於需要節省時間，三項全能運動服裝會有特別設計以方便進行下一項目，選手只要脫下泳鏡、戴上安全帽和穿自行車鞋即可進行自行車項目。（有些選手可能會把鞋子和自行車腳踏繫在一起，能夠在騎自行車時快速地穿上鞋子，有些選手亦可能會不穿襪子。）
選手完成自行車項目後，去到轉換區停放自行車，並快速地換上跑鞋繼續跑步項目。選手到達終點線便完成比賽，終點線通常在起點或轉換區附近。
大部分的比賽中，在自行車項目與跑步項目的中途會有“補給站”，提供水、水果、餅乾、能量棒及冰塊等，讓參賽者補充水份與氣力。

## 三項全能比賽的規則
三項全能是一項個人運動，每一位參賽者需要以最快時間完成比賽。所以，比賽中的參賽者不得接受場內或場外的任何人士協助，除了比賽單位在補給站的工作人員所提供的食物與飲料。一些隊伍戰術是被禁止的，例如幾名自行車選手組成小隊，形成一個主車群，以利用前面選手形成的牵引气流（drafting）來減少阻力及保持體力的戰術是禁止的。
但這項規則在三項全能列入奧運項目之後有所改變，現在很多三項全能比賽，包括奧運會和國際三項運動聯盟的世界盃賽事，都允許在自行車項目使用主車團戰術。這個改變引發了坊間的廣泛討論，支持者認為這樣三項全能運動更接近現時的國際自行車規則與練習方法，而反對者認為主車團戰術會令先前在游泳項目取得的優勢失去，及增加在自行車項目的優勢。主車團戰術可以在ITU賽事及奧運賽使用。但是，大多數的業餘賽事的規則仍然禁止使用主車團戰術。
三項全能比賽計時分成幾個階段：
1. 從起點的游泳項目到第一個轉換區（游泳時間）；
2. 在第一個轉換區停留時間（T1時間）；
3. 從自行車項目到第二個轉換區（騎自行車時間）；
4. 在第二個轉換區停留時間（T2時間）；
5. 從跑步項目到終點的時間（跑步時間）。

最後，亦會計算整個三項全能比賽的總時間。比賽結果會在官方網站公佈，並會列出每名參賽者游泳項目所用的時間、自行車項目所用的時間、跑步項目所用的時間與總時間，有些比賽亦會分別列出轉換區所用的時間。
其他三項全能的比賽規則，通常會在比賽章則中列出可以使用的裝備（例如保暖泳衣，在某些比賽的游泳項目是可以穿著的，但水溫需要低於某個溫度或小鐵人比賽可以穿著），比賽進行中禁止干擾其他參賽者。
還有一條關於自行車的重要規則，選手必須在踏上自行車前戴上安全帽，而且安全帽在自行車項目內不能脫下，否則會被取消參賽資格。

## 職業級賽事
職業級三項全能運動的世界主要分成三種型式：
- "短程"，或稱為奧運距離賽事，由國際鐵人三項運動總會（International Triathlon Union(ITU)）舉辦，包括ITU世界杯系列和ITU世界冠军联赛。在2004年時，ITU世界杯包含75種不同的比賽。
- "长程"，或"铁人"賽事，由世界铁人公司（World Triathlon Corporation(WTC)）舉辦，協會也舉辦每一年的夏威夷鐵人世界冠軍賽（Hawaii Ironman World Championship）。這些比賽並不被ITU認定為“官方”的競賽，但不可否認地卻是最廣為人知的運動系列。
- XTerra路外三項全能運動冠軍賽系列。

同時，ITU還具有長距離三項全能係列，同鐵人的標準相比除游泳以外的其他兩項賽程都有所輕微縮短。這個賽事是新開設的，2005年舉行了4次年度比賽。許多運動員同時參加鐵人和ITU長距離的比賽。
鐵人三項是世界鐵人公司（WTC）的商標，用於WTC舉行的系列賽事。同樣比賽長度，但不是由WTC組織的賽事，通常被稱為“鐵人式三項全能（Iron Distance Triathlon）”。

## 鐵人三項與健身健美
三項全能的運動員通常都會擁有完美的體形和體質，而很多業餘選手正是為了能夠有塑身與鍛煉身體的目的而選擇三項全能。因為這三項運動都是耐力運動和有氧運動，而且，三項全能運動員必須從三個方面進行訓練，他們會比那些只在游泳、跑步、自行車進行專項訓練的運動員得到更全面的肌肉平衡與發展。

## 鐵人三項的訓練
三項全能的每一個項目的訓練和比賽方法，與其他項目也有分別。有些本身是游泳、自行車、跑步的單項比賽運動員參加三項全能比賽，只把本身項目的技巧和原理運用到三項全能比賽中，是不能達到最佳效果的。三項全能運動員需要有特別的訓練，以達到每個項目都能夠發揮最佳狀態。

### 游泳

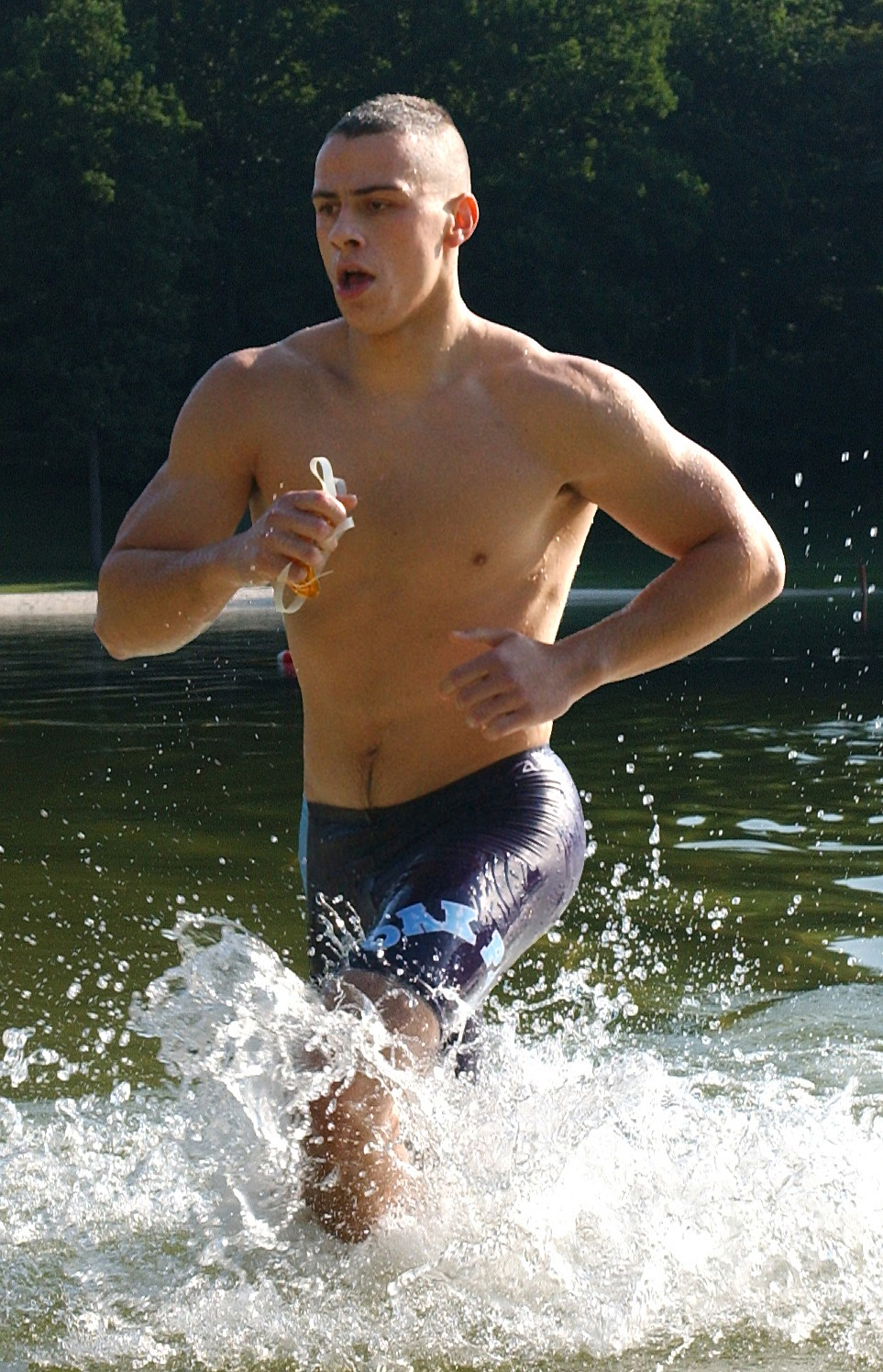
一名美國海軍陸戰隊員正在過渡到三項全能的游泳部分

為了保持足夠體力應付之後的踏單車和跑步項目，三項全能運動員在游泳時不會使用太猛烈的泳式。許多三項全能運動員利用經過改良的泳姿，以應付急流、湧浪等。另外，三項全能游泳項目有機會在戶外水域進行，而不是室內泳池。所以，三項全能運動員在游泳階段必須注意水流方向而獲得優勢，緊隨其他比賽者以利用他們製造的水流。三項全能運動員經常將使用「海豚踢」和潛水來逆著波浪前進，和在游泳結束階段身體衝浪來利用波浪的能量增加速度。並且，在戶外水域游泳需要舉頭尋找用作標記路線的地標或浮體。一個經過改良的泳姿方便三項全能運動員在水中看到標記，不會影響前進速度或浪費體力。
戶外水域水溫可能會比較冷，為三項全能特別研製的保溫潛水服有保溫、增加浮力和平滑的作用，能增加游泳速度。有些賽事只容許三項全能運動員在水溫不高於攝氏25度（即華氏78度）的情況下才可穿著保溫潛水服，有些賽事在任何水溫都允許保溫潛水服，有時它們更是必需。或者，在同一個賽事，規定職業運動員不能穿保溫潛水服，而某些年齡的參賽者則不用遵守此項規定，這是由于兩組參賽者的水溫規則有微小的差別。

### 自行車
三項全能自行車項目（奧林匹克三項全能和ITU世界杯賽事除外），與一般的職業自行車賽事不同。在三項全能自行車比賽中，禁止使用主車團戰術，所以參賽者也不會組成主車團。這樣，與之最可比的比賽形式就是个人计时赛。三項全能自行車也更加重視空氣流體力學，用了一些特別的設計，如很陡的座椅踏板角度來改善空氣動力和放鬆用來跑步的肌肉群。 （參見三项全能装备）。在自行車賽段的結尾處，三項全能運動員還通常用更高的頻率踏板，這樣可以放鬆和伸展肌肉，使之更好地進入賽跑賽段。

### 跑步
三项全能的赛跑项目是在其他两项赛事之后，运动员经过一段长时间的比赛后，肌肉都会开始疲倦和疼痛。从自行车转到跑步的训练相当的重要：初次参加三项全能比赛的运动员经常都会感到开始跑步时大腿酸软，并且比他们在练习时的速度慢得多。运动员练习时通常用自行车和跑步的轮换训练使身体适应。

## 著名赛事
每年世界各地均有多項三項全能賽事舉行，有些比賽會因為歷史悠久或特殊的比賽環境而享負盛名，以下列出其中一些比賽：
- 铁人三项赛（或称为夏威夷铁人世界竞标赛），科纳，夏威夷。首次举办于1978年，这是距离这项运动的创立仅有五年。自行车赛段包含在夏威夷主岛火山岩上的超过一百英里的距离，在那里日间气温可以达到摄氏43度，风力有时可以达到90公里每小时。这个赛事对在其他铁人赛里具有经验的选手都是一种挑战。
- 逃离阿爾卡特拉斯島。这个比赛的赛距并不标准。比赛从环绕旧金山湾区阿爾卡特拉斯島冰冷海水中的1.5英里（2.4公里的）游泳赛段开始，紧接着是18英里（28公里）的自行车赛段和在山区的8英里（13公里）跑步赛段。这段跑步赛包括了一段臭名昭著“沙梯”——一段在海岸悬崖的400阶的坡路。最近，这个赛事又增加了第三个赛段：一段在游泳和自行车之间的一英里的热身跑，用来减少体温过低的问题。
- 野花赛从1983年起，每年五月一号左右在南加州的圣安东尼奥湖举行，赛程只有铁人赛的一半，但却以山地赛段闻名。它现在发展成有三个不同距离的赛事，并且是世界上最大的赛事之一，每年有8，000余名运动员参加。
- 一生健康三项全能。这项比赛提供最高的三项全能奖金，吸引了全世界大量的运动员。无论你是职业还是业余，都被欢迎参加这个在明尼拉普乐士明尼苏达夏天举行的激动人心的“公平”赛事。之所以称为“公平”是因为男运动员在女运动员之后出发。这个提前的时间是根据以前的比赛成绩，目前的赛制个人记录等确定的。这场性别大战也是这场比赛最有意思的地方。
- 惠普挪威极限三项全能（页面存档备份，存于）。这是世界上最艰难的铁人距离比赛。也是最北边的比赛，比赛地点和美国阿拉斯加的安克雷奇市同一纬度。比赛穿越了一些挪威最美丽的地方，而且远离平常的巡回赛。HP挪威人开始于一个美丽的海峡，结束于海拔1850米高的内陆。总共要爬坡5000米
- 耐久者（Enduroman）"拱门到拱门的挑战"（页面存档备份，存于）这一超常赛事始于从伦敦大理石拱门当肯特郡海滨多佛市的87英里跑步，接着是跨越英吉利海峡的游泳，最后结束于从加来到巴黎凯旋门的180英里自行车赛。时钟从大理石门开始计时，到凯旋门截止。只有三名运动员完成了这个挑战，目前的纪录保持着是Eddie Ette，81小时5分钟。
- 芝加哥三项全能赛，在2006年，芝加哥申请吉尼斯世界纪录為全世界最多人參與的三项全能赛事，共有8000名参赛者，出发时间从早上六時到十時。
- 小鐵人，自1985年起，WTC也為7至15歲的孩童與青少年舉辦了小鐵人系列賽事，著名的自行車手兰斯·阿姆斯特朗也曾參與其中。

## 著名的華人三项全能运动员

### 男子
- 謝昇諺
- 李致和
- 張團畯

### 女子
- 許煒森

### 书籍
- Tinley, Scott, & Plant, Mike. (1986). An Underground History. In Scott Tinley's Winning Triathlon, pp. 1–13.   Chicago: Contemporary books, Inc.  ISBN 0-80902-5116-5

### 论文
- Wainer, H., & De Veaux, R. D. (1994). Resizing triathlons for fairness. Chance, 7, 20-25. from http://www.williams.edu/Mathematics/rdeveaux/papers/triath.ps（页面存档备份，存于）

### 网页
- Johnstone, Jack.  Triathlon: The Early History of the Sport.  Retrieved March 25, 2005.
- Stefanon, Francisco.  The Hawaii Ironman History  Retrieved March 25, 2005.
- The Triathlon Hall of Fame

## 外部連結
- 香港三項鐵人總會（中國香港體育協會暨奧林匹克委員會會員機構）（页面存档备份，存于）
- 中国铁人三项运动协会官方网站（页面存档备份，存于）
- 中華民國鐵人三項運動協會（页面存档备份，存于）
- International Triathlon Union（页面存档备份，存于）
- Triathlon Calendar（页面存档备份，存于） Calendar of triathlons for U.S.
- International Triathlon Professionals Organisation Professionals communication platform
- International Triathlon Union（页面存档备份，存于） World governing body.
- USA Triathlon（页面存档备份，存于） National governing body for the multi-sport disciplines of triathlon, duathlon, aquathon and winter triathlon in the U.S.A.
- British Triathlon（页面存档备份，存于） National governing body for Great Britain
- Triathlon Canada（页面存档备份，存于） National governing body in Canada
- Triathlon Ireland（页面存档备份，存于） National governing body in Ireland
- Triathlon New Zealand（页面存档备份，存于） National governing body in New Zealand
- 中国铁人论坛
- 戴永華. . 聯合. 2019年9月8日  [2019年9月8日]. （原始内容存档于2019年9月26日） （中文（臺灣））.